# Tom Buschke
Tom Buschke (* 29. Februar 1988 in Neubrandenburg) ist ein ehemaliger deutscher Fußballspieler.

## Karriere

### Jugend in Neubrandenburg und Rostock
Der Defensivspieler Buschke begann seine fußballerische Laufbahn 1994 in seinem Heimatort beim FC Tollense Neubrandenburg, von dem aus er 2002 in die Jugendabteilung des F.C. Hansa Rostock wechselte. Ab 2003 spielte Buschke als B-Jugendlicher mit Hansa in der B-Jugend-Regionalliga, wo er unter Trainer Thomas Finck als Vizemeister der Staffel Nordost die Endrunde um die Meisterschaft der B-Junioren 2005 erreichte. Dort unterlag die Mannschaft allerdings im Finale dem Hertha BSC. Im gleichen Zeitraum hatte Buschke auch sein Debüt in der U-17-Nationalmannschaft bestritten.

### Buschke bei Hansa Rostock
Im Frühjahr der Saison 2005/06 rückte Buschke in den Herrenbereich des F.C. Hansa auf, trat erstmals am 14. Mai 2006 für Hansas zweite Mannschaft in der viertklassigen Oberliga Nordost-Nord an und absolvierte vier weitere Einsätze für Hansas zweite, die unter Trainer Thomas Finck Viertplatzierter der Oberliga und Mecklenburg-Vorpommern-Pokalsieger wurde.
In der Folgesaison 2006/07 gehörte Buschke mit vier absolvierten Liga-Partien erneut Rostocks zweiter Mannschaft an, die am Saisonende Vize-Meister der Oberliga wurde. Aus dem durch den Landespokalsieg erreichten DFB-Pokal 2006/07 schied Buschke nach einem Einsatz gegen den FC Schalke 04 mit Rostocks zweiter in der ersten Runde aus.
2007/08 plante die Vereinsführung den Aufstieg der zweiten Rostocker Mannschaft aus der ab 2008/09 fünftklassigen Oberliga in die dann viertklassige Regionalliga, wobei Buschke zu den Leistungsträgern des Teams zählte und sich damit auch für die von Frank Pagelsdorf trainierte erste Mannschaft der Hanseaten empfehlen konnte. In der Rückrunde der Saison 2007/08 unterschrieb Buschke daraufhin einen bis 2009 datierten Vertrag als Profi, kam 2008/09 jedoch weiterhin für Hansas Zweitvertretung zum Einsatz. Ohne ein Spiel für die Lizenzmannschaft bestritten zu haben, wurde Buschke Ende September 2008 gänzlich in die zweite Mannschaft zurückversetzt. Ab April 2009 nahm er jedoch wieder am Trainingsbetrieb der Lizenzmannschaft unter dem nun als Trainer engagierten Andreas Zachhuber teil, der ihn am 1. Mai 2009 erstmals in der 2. Bundesliga einsetzte. Nachdem der Verein am letzten Spieltag der Zweitliga-Saison 2008/09, an dem Buschke seinen zweiten Einsatz bestritt, schließlich den drohenden Abstieg in die 3. Liga hatte abwenden können, zog der Verein eine Option zur Vertragsverlängerung bis 2010.
In der Zweitliga-Spielzeit 2009/10, an deren Ende Hansa doch noch in die 3. Liga abstieg, kam Buschke nicht mehr für die Profimannschaft zum Einsatz und spielte daher wieder für das Regionalliga-Team der Ostseestädter, dem in der Spielzeit 2009/10 der Klassenerhalt in der Regionalliga gelang. Aus Kostengründen wurde die Mannschaft zur Folgesaison jedoch in die fünftklassige Oberliga zurückgezogen, woraufhin auch Buschke den Verein verließ.

### Rückkehr nach Neubrandenburg
Buschke schloss sich in der Folge dem 1. FC Neubrandenburg 04 an, der 2010/11 in der sechstklassigen Verbandsliga Mecklenburg-Vorpommern spielte. Mit zwei Toren binnen 22 Einsätzen trug daraufhin zum Aufstieg der Mannschaft in die fünfklassige Oberliga Nordost bei. In dieser konnte sich Neubrandenburg in der Spielzeit 2011/12 im Mittelfeld der Tabelle positionieren und somit den Klassenerhalt erreichen.
Im Jahr 2014 stand Buschke im Finale des Landespokals gegen den Sievershäger SV 1950, gewann 4:0 und wurde somit Landespokalsieger.

### SV Falkensee-Finkenkrug
Nach sieben Jahren Neubrandenburg wechselte Buschke zur Saison 2017/18 in die Brandenburg-Liga zum SV Falkensee-Finkenkrug. Nach der Saison 2022/23 beendete er seine aktive Karriere als Spieler.